# Pietro Omodeo
Pour les articles homonymes, voir Omodeo.
Pietro Omodeo, né le 27 septembre 1919 à Cefalù et mort le 20 janvier 2024 à Sienne, est un biologiste italien, l'un des plus importants spécialistes du XXe siècle de l'évolution et de la taxonomie des vers de terre.

## Biographie
Né à Cefalù (province de Palerme) en 1919, il suit sa famille qui émigre quelques années plus tard à Naples où il poursuit ses études jusqu'au baccalauréat classique (maturità), obtenu au lycée « Sannazzaro » en 1936. Il étudie ensuite les sciences naturelles à Pise (les trois premières années à l'École normale) et obtient sa licence (laurea) sous la direction du professeur Giuseppe Colosi en juin 1940. Appelé sous les drapeaux à partir de juillet 1939, il se retrouve en décembre 1940 en Afrique du Nord, et en novembre 1942, il est fait prisonnier en Égypte. Rapatrié en 1946, il est démobilisé en avril de la même année.
À partir de 1945, il est assistant à Naples à la chaire de zoologie dirigée par Umberto Pierantoni. Il travaille à la Station zoologique en embryologie, cytologie et se perfectionne en zoologie à l'École normale de Pise en 1946 ; en 1947, il obtient son agrégation (docenza) en zoologie. En 1949, il est assistant à Sienne à la chaire de biologie dirigée par Emanuele Padoa. Il s'y occupe de cytologie, de taxonomie et d'histoire de la biologie, puis professeur « extraordinaire » de zoologie à l'université de Sienne en 1959-1960.
Au cours des cinq années 1951-1955, il est assesseur à la culture dans l'administration provinciale de Sienne. De 1952 à 1965, il est conseiller émérite (Vice-président) de la Polyclinique universitaire locale.
Au cours des quatre années 1956-1960, il est conseiller de la commune de Sienne et de 1960 à 1965, président du collège Saint-Marc. En 1965-1966, professeur à l'université de Padoue, titulaire de la chaire de zoologie, il s'occupe des thèmes habituels mais aussi d'évolutionnisme, de cyotologie et de biocybernétique. Il a édité en 1967 l'Interprétation de la nature de Denis Diderot (editori Riuniti) et Voyage d'un naturaliste autour du monde, Autobiografia e Lettere 1831-1836 (autobiographie et lettres) de Charles Darwin (Feltrinelli, Milano) et en 1969, il a édité et fait l'introduction des travaux de Lamarck Opere di Jean-Baptiste Lamarck (œuvres de Jean-Baptiste Lamarck)(UTET, Torino). À partir de l'année 1969 et jusqu'en 1984, il a dirigé la revue Bollettino di Zoologia (Italian Journal of Zoology). En 1977, il publie chez l'UTET Biologie (2nd edition: 1983). En 1980, il publie avec Borsellino, Vecli et Wanke, Development in Biophysical Research (Plenum Press, New York & London). Au cours de l'année universitaire 1983-1984, il passe à l'université de Rome « Tor Vergata ». Il y poursuit ses études de taxonomie et d'histoire de la biologie et publie Creazionismo ed evoluzionismo (Créationnisme et évolutionnisme) (Laterza 1988) et Biologia con rabbia e con amore (Biologie avec rage et amour) (UNITOR 1989). En 1987, il publie avec Pagliai On earthworms (ed. Mucchi, Modena).
À partir de 1990, hôte de l'université de Sienne, il travaille sur des thèmes de taxonomie, d'évolutionnisme et de cytologie. Il publie deux essais : Gli abissi del tempo (les abîmes du temps) (Aracne 2000), et Alle origini delle Scienze Naturali (1492-1632) (aux origines des sciences naturelles) édité par Rubbettino (Catanzaro, 2001). En 2011, il publie Evoluzione della cellula (évolution de la cellule) par ETS (Pisa).
En 2003, Pietro Omodeo a cédé sa bibliothèque personnelle, conservée jusqu’alors au département de biologie de l’évolution de l'université de Sienne, à la bibliothèque du Museo Galileo de Florence. Le fonds se compose d’environ 2 000 volumes d’intérêt historique et naturaliste, plus particulièrement abordant l’évolution et l’histoire de la biologie, dont environ 250 livres anciens imprimés entre 1541 et 1821.

## Liste des travaux de Pietro Omodeo
- Considerazioni sull'evoluzione dei vertebrati terrestri, ed. L'arte della stampa, Firenze, 1964
- D. Diderot, Interpretazione della natura. (intr. et ed.) Editori Riuniti, 1967
- C. Darwin, Viaggio di un naturalista intorno al mondo. (intr. et ed.) Autobiografia, Lettere 1831-1836, Feltrinelli, Milano 1967
- J.P. Lamarck, Opere (intr. et ed.), UTET, Torino 1969
- Storia naturale ed evoluzione, Le Scienze, 1979
- A.Borsellino, P.Omodeo, A.Vecli, E.Wanke (eds.), Development in Biophysical Research, Plenum Press, New York & London
- Biologia, UTET, Torino, 1977 (2nd ed. 1983)
- Creazionismo ed evoluzionismo, Laterza, 1984
- A.Dell'Antonio, P.Omodeo, N.Negrin Saviolo, Corso introduttivo alla psicologia fisiologica, Cortina, Padova (2nd ed. 1984)
- Biologia, con rabbia e con amore, Aracne, 1989
- Gli abissi del tempo, Aracne, Roma, 2000
- Alle origini delle scienze naturali (1492-1632), Rubbettino, Catanzaro, 2001
- Evoluzione della cellula. Un approccio multidisciplinare, ETS, 2011